# Museo Etnográfico de Praia
El Museo Etnográfico de Praia (en portugués: Museu Etnográfico da Praia) es un museo etnográfico ubicado en la capital de Cabo Verde, Praia en la Isla de Santiago. Está localizado en 45 Rua 5 de Julho, en el centro histórico de la ciudad, Plateau. El museo fue inaugurado en noviembre de 1997 y está localizado en un edificio del siglo XIX. El museo contiene una selección de objetos que se dedican a los usos tradicionales y costumbres de los caboverdianos.